# حامد سلحشور
حامد سلحشور جوان ۲۲ ساله اهل ایذه بود که در جریان خیزش ۱۴۰۱ ایران توسط نیروهای حکومتی کشته شد. وی از جمله معترضانی است که به گفته خانواده‌اش، در دوران بازداشت کشته شده‌است.

## کشته شدن
حامد سلحشور از اصفهان با خودروی شخصی خود در مسیر زادگاهش ایذه بود که در ۴ آذر ۱۴۰۱ در نزدیکی ایذه سپاه او را دستگیر می‌کند و به اطلاعات سپاه اهواز می‌برد. پس از ۵ روز با خانواده او تماس می‌گیرند که برای شناسایی جسد پسرتان به تنهایی به اهواز بیایید. ماموران، او را مخفیانه در روستای قلعه‌تل به خاک می سپارند.

## خاکسپاری دوباره
خانواده حامد سلحشور، پس از پیدا کردن محل دفن فرزندشان، او را دوباره به خاک سپردند.

## مراسم چهلم
در ۱۵ دی ۱۴۰۱ مردم ایذه در مراسم یادبود چهلم حامد سلحشور شرکت کردند و شعار «امسال سال خونه، سید علی سرنگونه» و «محمود(احمدی)ما، حامد(سلحشور)ما، کشته شده دست سپاه» سر دادند.

## دستگیری و آزادی نامزد
در ۲۴ فروردین‌ ۱۴۰۲ مهسا (معصومه) احمدی، نامزد حامد سلحشور پس از برگزاری جشن تولد حامد سلحشور هنگام رفتن به مزار رضا شریعتی، از دیگر کشته‌شدگان ایذه بازداشت شد. ‌او در ۶ خرداد ۱۴۰۲ آزاد شد.